# Lycaena helloides
Lycaena helloides is een vlinder uit de familie van de Lycaenidae. De wetenschappelijke naam van de soort is voor het eerst geldig gepubliceerd in 1852 door Jean Baptiste Boisduval.